# Санный спорт на зимних Олимпийских играх 2010
Соревнования по санному спорту на зимних Олимпийских играх 2010 прошли с 13 по 17 февраля. Были разыграны три комплекта наград — на одноместных и двухместных санях среди мужчин и одноместных санях среди женщин.
12 февраля 2010 года, ещё до официальной церемонии открытия Олимпиады, во время тренировочных заездов одиночек вылетел с трассы и разбился грузинский саночник Нодар Кумариташвили. Спортсмен скончался не приходя в сознание через час с небольшим в госпитале Уистлера. По словам главного тренера сборной России Валерия Силакова, одной из причин трагедии могло стать то, что организаторы соревнований решили накрыть трассу тентом для того, чтобы защитить её от солнца (в окрестностях Ванкувера стояла очень тёплая для этого времени года погода). Силаков заявил, что трасса опасна для жизни.

## Медали

### Общий зачёт
(Жирным выделено самое большое количество медалей в своей категории)
| Общее количество медалей |          |        |         |        |       |
| Место                    | Страна   | Золото | Серебро | Бронза | Всего |
| 1                        | Германия | 2      | 1       | 2      | 5     |
| 2                        | Австрия  | 1      | 1       | 0      | 2     |
| 3                        | Латвия   | 0      | 1       | 0      | 1     |
| 4                        | Италия   | 0      | 0       | 1      | 1     |

### Медалисты
| Дисциплина                      | Золото                                      | Серебро                          | Бронза                                     |
| Одиночки, мужчины см. подробнее | Феликс Лох Германия                         | Давид Мёллер Германия            | Армин Цёггелер Италия                      |
| Двойки, мужчины см. подробнее   | Австрия · Андреас Лингер · Вольфганг Лингер | Латвия · Андрис Шицс · Юрис Шицс | Германия · Патрик Лайтнер · Александер Реш |
| Одиночки, женщины см. подробнее | Татьяна Хюфнер Германия                     | Нина Райтмайер Австрия           | Натали Гайзенбергер Германия               |

## Спортивные объекты
| Санный центр Уистлера |
| --------------------- |
| Шестой поворот трассы |
| Вместимость: 12 000   |